# Georgian Airways

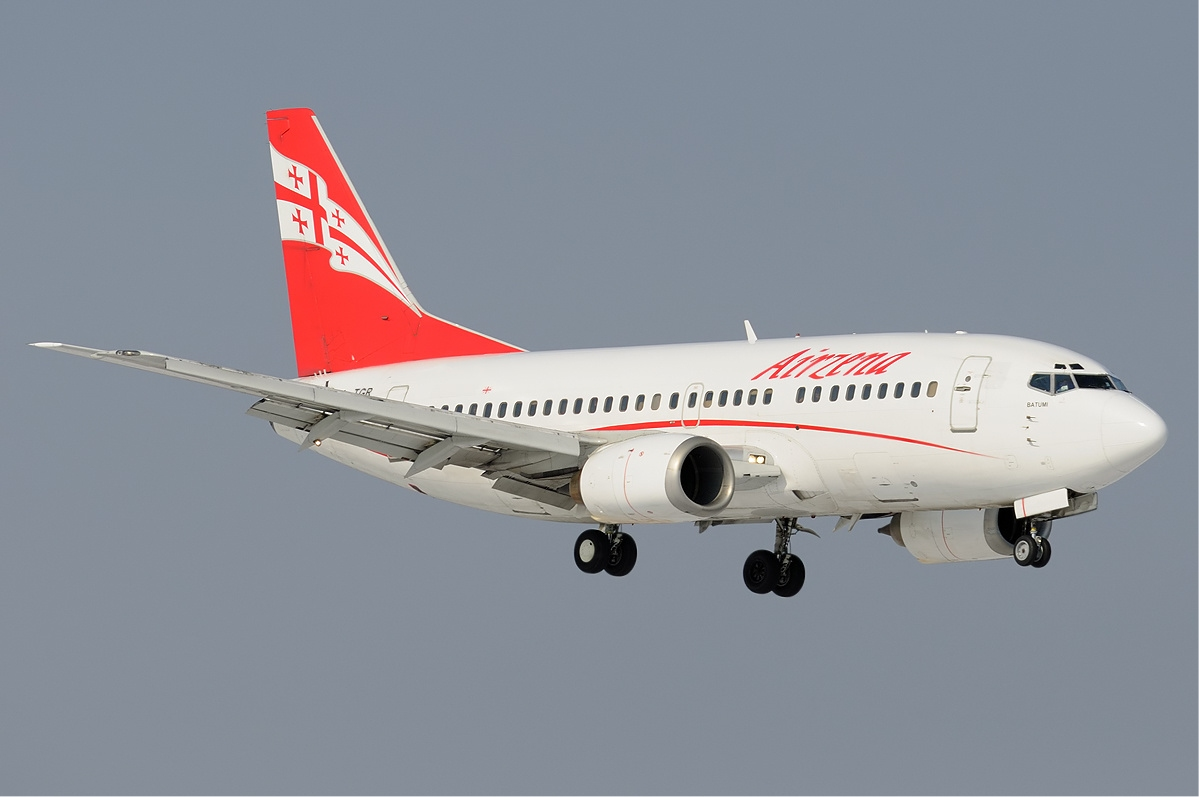
Boeing 737-500 авиакомпании Airzena

Страны, в которые Georgian Airways выполняет рейсы

Организация с Ограниченной Ответственностью «Georgian Airways»  (груз. ჯორჯიან ეარვეის) — флагманский перевозчик Грузии, базируется в столичном аэропорту Тбилиси. Частная авиакомпания, выполняет рейсы из Грузии главным образом в аэропорты Европы и Среднего Востока.

## История

### Аирзена (1998—1999)
Авиакомпания «Аирзена» («Airzena») была основана в сентябре 1993 года. Начала операции в 1994 году, выполняя чартерные рейсы в Китай, Египет и ряд других стран. Базировалась в Тбилиси. Эксплуатировала самолёты Ил-62М.
В 1997 году авиакомпания начала выполнять регулярные рейсы.

### Грузинские авиалинии
Авиакомпания «Грузинские авиалинии» («Air Georgia») образована в начале 1990-х. Базировалась в Тбилиси. Эксплуатировала самолёты Ту-134.

### Аирзена — Грузинские авиалинии
31 октября 1999 года произошло слияние авиакомпаний «Аирзена» и «Грузинские авиалинии». Новая авиакомпания получила название «Аирзена — Грузинские авиалинии» («Airzena Georgian Airlines»).
В начале 2000 года руководство авиакомпании решило обновить укомплектованный советскими самолётами авиапарк и арендовала у немецкой компании «Hapag-Lloyd» два самолёта типа Боинг 737—500. Это был первый случай использования самолётов западного производства в истории независимой Грузии.
В августе 2002 года Россия ввела ограничение на пролёт грузинских самолётов над своей территорией в дневное время суток, из-за чего компания «AirZena — Грузинские авиалинии» понесла большой ущерб.
В октябре — ноябре 2003 года «Аирзена — Грузинские авиалинии» ушла из московского аэропорта «Внуково».
1 октября 2004 года авиакомпания Air Zena — Georgian Airlines («Айр Зена — Грузинские авиалинии») сменила название на Georgian Airways. Смена наименования компании связана с тем, что название «Айр Зена» не ассоциировалось с Грузией, тогда как наименование Georgian Airways должно способствовать узнаваемости компании на западном рынке. При этом цвета самолётов осталась без изменений.
В 2010 году авиакомпания получила разрешение на выполнение прямых чартерных рейсов Тбилиси—Москва—Тбилиси с 20 августа по 15 сентября. Айр Зена с лета 2016 года  летает в аэропорт Внуково (VKO)
В мае 2023 года во время продолжающейся российского вторжения в Украину авиакомпания возобновила рейсы в Россию, это решение было раскритиковано президентом Грузии, а также вызвало акции протестов грузинской оппозиции.
1 июля 2023 года, из-за возобновления полётов в Россию, Украина в одном из своих пакетов антироссийских санкций ввела санкции против Georgian Airways сроком на десять лет, предусматривающие блокировку активов, прекращение торговых операций, запрет полётов и транзита через территорию Украины, аннулирование лицензий и других разрешений.

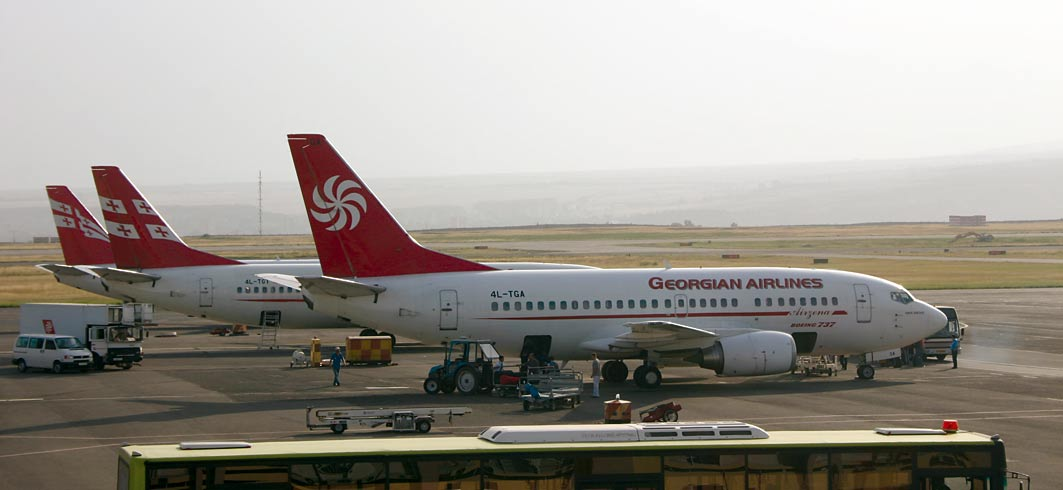
Самолёты Georgian Airways в аэропорту Тбилиси

## Направления
По состоянию на октябрь 2024 года авиакомпания выполняет рейсы из Тбилиси по следующим направлениям:

### Азия
- Армения
  - Ереван
- Израиль
  - Тель-Авив

### Европа
- Австрия
  - Вена
- Германия
  - Берлин
- Россия
  - Москва [10] (Аэропорт Внуково)
  - Санкт-Петербург [10] (Аэропорт Пулково)
  - Новосибирск (Аэропорт Толмачево)
- Франция
  - Париж

## Флот
По состоянию на 2024 год средний возраст воздушного парка авиакомпании составляет 17 лет.
Флот Georgian Airways:

## Аварии и катастрофы
- 4 апреля 2011 года самолёт Bombardier CRJ100 с регистрационным номером 4L-GAE, выполняя полёт в Конго (перевозил специалистов ООН), врезался в землю, 28 пассажиров и 4 члена экипажа погибли.